# Ca l'Iscle (Arenys de Munt)
Ca l'Iscle és un edifici d'Arenys de Munt (Maresme) inclòs a l'Inventari del Patrimoni Arquitectònic de Catalunya.

## Descripció
Es tracta d'un edifici cantoner que consta de planta baixa i dos pisos. S'accedeix a la casa des de la porta de pedra que hi ha situada a la cantonada. Avui dia està per damunt del nivell original, ja que quan van asfaltar el carrer van rebaixar-ne el paviment. Al primer pis hi ha un gran balcó amb barana de ferro, al segon pis n'hi un altre més petit. La façana, només a la part de la cantonada, és coronada per una balustrada.